# Čanići
Čanići (serbisch-kyrillisch Чанићи) ist ein zur Stadt Tuzla gehöriges Dorf im Nordosten von Bosnien und Herzegowina. Es befindet sich in den Hügeln nordwestlich des Stadtzentrums an der Straße nach Brčko.
Die Bevölkerungsmehrheit in Čanići stellen die Kroaten.

## Bevölkerung
| Zusammensetzung der Bevölkerung in Čanići | Zusammensetzung der Bevölkerung in Čanići | Zusammensetzung der Bevölkerung in Čanići | Zusammensetzung der Bevölkerung in Čanići | Zusammensetzung der Bevölkerung in Čanići | Zusammensetzung der Bevölkerung in Čanići |
|                                           | 2013                                      | 1991                                      | 1981                                      | 1971                                      | 1961                                      |
| Einwohner                                 | 507 (100,0 %)                             | 557 (100,0 %)                             | 560 (100,0 %)                             | 545 (100,0 %)                             | 414 (100,0 %)                             |
| ----------------------------------------- | ----------------------------------------- | ----------------------------------------- | ----------------------------------------- | ----------------------------------------- | ----------------------------------------- |
| Kroaten                                   | 470 (84,38 %)                             | 470 (84,38 %)                             | 555 (99,11 %)                             | 536 (98,35 %)                             | 412 (99,52 %)                             |
| Jugoslawen                                | –                                         | 49 (8,797 %)                              | 2 (0,357 %)                               | –                                         | –                                         |
| Andere                                    | –                                         | 25 (4,488 %)                              | 2 (0,357 %)                               | 1 (0,183 %)                               | 1 (0,242 %)                               |
| Bosniaken                                 | –                                         | 12 (2,154 %)                              | –                                         | 8 (1,468 %)                               | –                                         |
| Serben                                    | –                                         | 1 (0,180 %)                               | 1 (0,179 %)                               | –                                         | 1 (0,242 %)                               |